# Simon (блочный шифр)
Simon — семейство простых в реализации блочных шифров, опубликованное АНБ США в июне 2013. Simon оптимизирован для аппаратных реализаций, тогда как опубликованный вместе с ним Speck оптимизирован для программных реализаций. Simon представляет собой сбалансированную сеть Фейстеля.
В 2017 году стало известно, что шифры АНБ Simon и Speck получили отказ в стандартизации от организации ISO. Однако в октябре 2018 года стандарт всё же был принят.

## Варианты
Simon поддерживает несколько комбинаций размера блока, размера ключа и количества раундов::
| Размер блока (бит) | Размер ключа (бит) | Раундов |
| ------------------ | ------------------ | ------- |
| 32                 | 64                 | 32      |
| 48                 | 72                 | 36      |
| 48                 | 96                 | 36      |
| 64                 | 96                 | 42      |
| 64                 | 128                | 44      |
| 96                 | 96                 | 52      |
| 96                 | 144                | 54      |
| 128                | 128                | 68      |
| 128                | 192                | 69      |
| 128                | 256                | 72      |

## Криптоанализ
Дифференциальный криптоанализ может взломать 46 раундов Simon128/128 с 2125.6 данных 240.6 байтов памяти и временной сложностью в 2125.7 с вероятностью успеха в 0.632.